# Карнаухов, Иван Михайлович
Иван Михайлович Карнаухов (род. 19 января 1937, Сырцево, Курская область) — советский и украинский физик, академик НАНУ (2012).

## Биография
Родился 19 января 1937 года в селе Сырцево Ивнянского района Белгородской области.
С 1959 года после окончания ядерного отделения физико-математического факультета Харьковского государственного университет работал в ФТИ АН УССР (ННЦ ХФТИ) в должностях от младшего научного сотрудника до начальника отдела циклических ускорителей (1986) и заместителя генерального директора по научной работе (1997). Защитил кандидатскую (1967) и докторскую (1982) диссертации, в 1991 году присвоено звание профессора.
По совместительству преподавал и вёл научную работу в Харьковском национальном университете имени В. Н. Каразина.
С 2009 года член-корреспондент, с 2012 года — академик НАН Украины.

## Научная деятельность
Сфера научных интересов — физика ядра и элементарных частиц, радиационная физика, физика синхротронного излучения.
Разработал комплекс экспериментальных установок с поляризованными мишенями протонов и дейтронов, с помощью которого проводил исследования поляризованных явлений в дважды поляризационных экспериментах.
Автор более 200 научных работ, в том числе двух монографий.

## Награды и звания
Лауреат Государственной премии Украины в области науки и техники (2002).